# Lipnica Murowana
Lipnica Murowana – wieś w Polsce, położona w województwie małopolskim, w powiecie bocheńskim, siedziba gminy Lipnica Murowana. W latach 1326–1934 Lipnica Murowana posiadała prawa miejskie.

## Położenie geograficzne
Lipnica Murowana jest miejscowością w powiecie bocheńskim, jej centrum leży 281 m n.p.m. Miejscowość leży w kotlinie, otoczonej górskimi wzniesieniami: na południu wznoszą się lesiste wzgórza – Szubienica (403 m n.p.m.) i Durkowa Góra (384 m n.p.m.), na północy Krasna Góra (585 m n.p.m.).
Lipnicę Murowaną opasują dwie wsie: od zachodu Lipnica Górna, a od wschodu Lipnica Dolna, ciągnące się po obydwu brzegach Uszwicy.
| Integralne części wsi Lipnica Murowana |                   |           |
| SIMC                                   | Nazwa             | Rodzaj    |
| 0821984                                | Gliniki           | część wsi |
| 0821990                                | Miasto            | część wsi |
| 0822009                                | Na Jazie          | część wsi |
| 0822021                                | Osiedle Słoneczne | część wsi |
| 1000290                                | Pod Kościołem     | część wsi |
| 0822038                                | Podlas            | część wsi |
| 0822044                                | Porzecze          | część wsi |
| 0822050                                | Przedmieście      | część wsi |
| 0822073                                | Wielka Droga      | część wsi |
| 1000410                                | Zawiśle           | część wsi |

## Historia

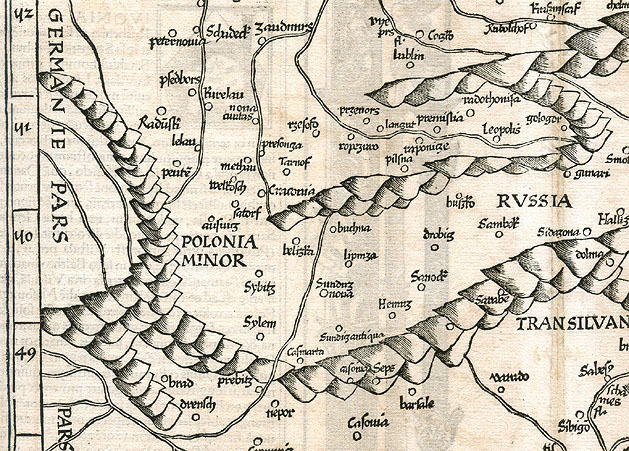
Mapa Waldseemüllera, z zaznaczoną Lipnicą (Lipniz)

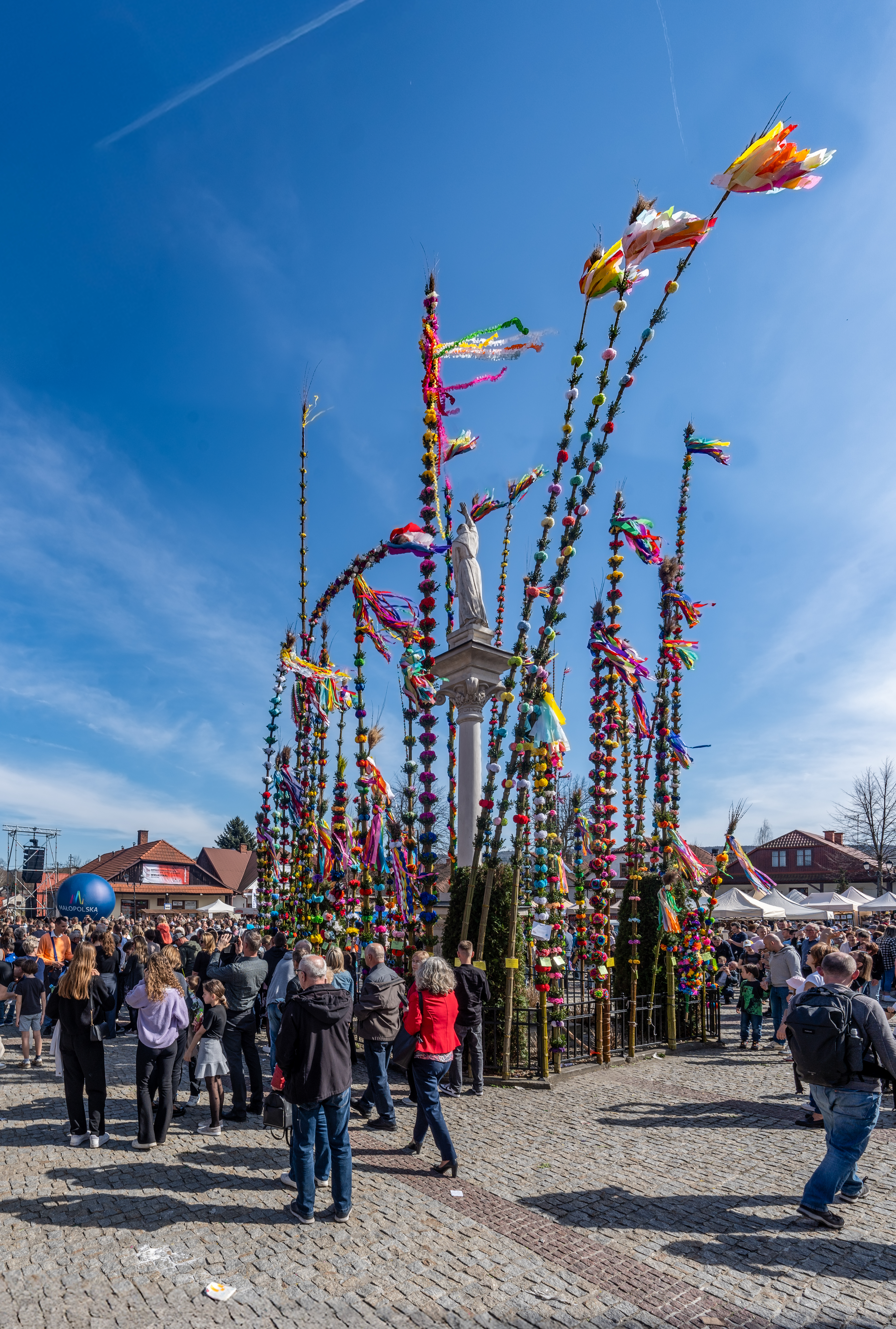
Konkurs Palm Wielkanocnych w 2025

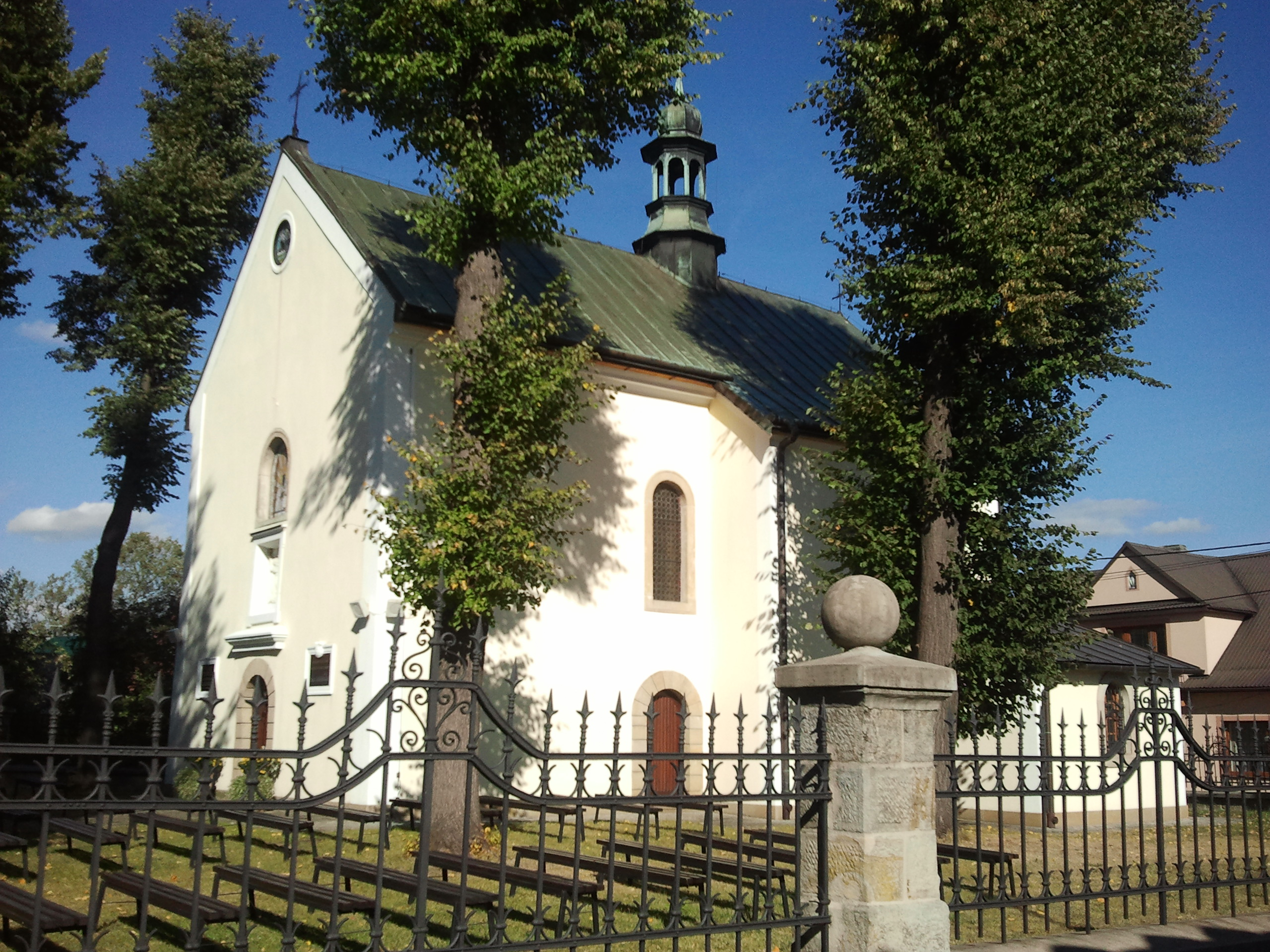
Kościół św. Szymona z Lipnicy

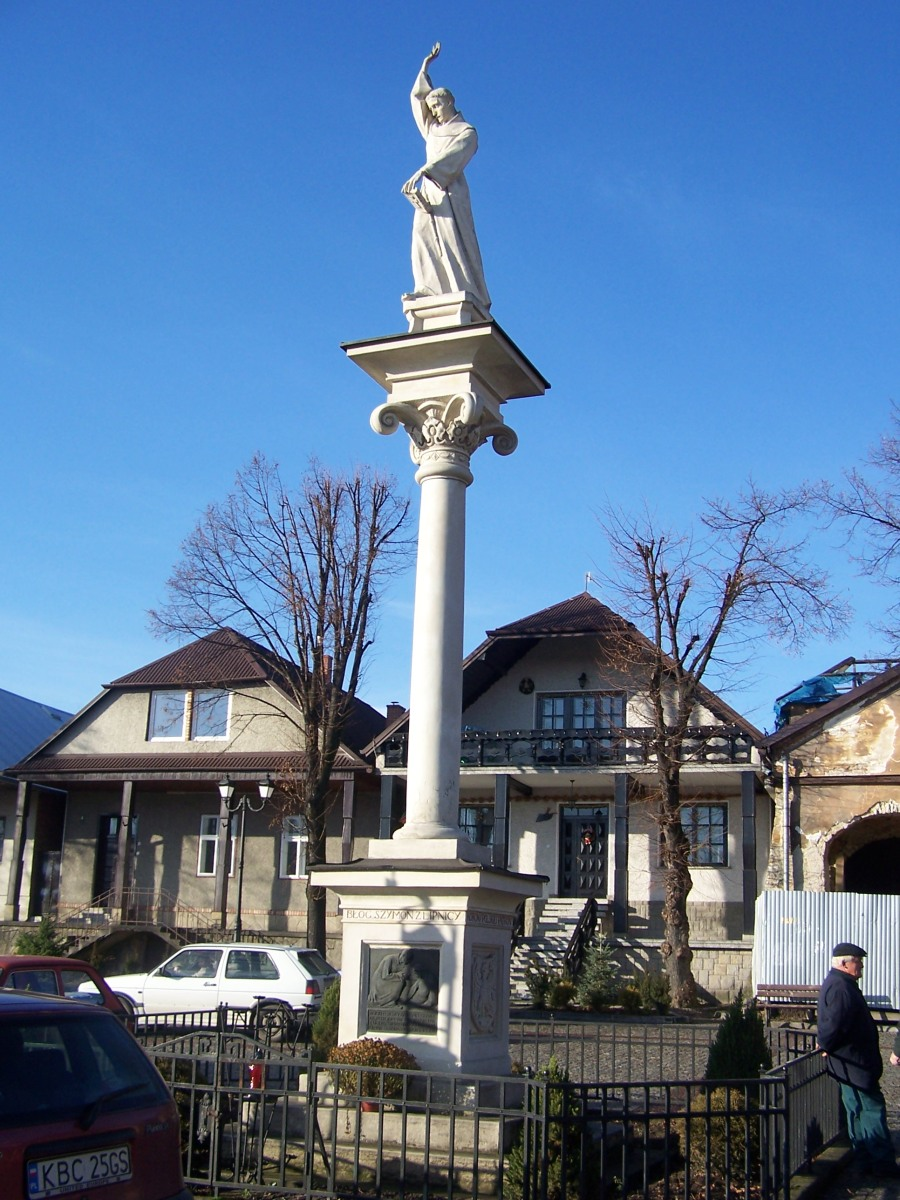
Kolumna św. Szymona z Lipnicy na lipnickim Rynku

### Powstanie miasta
Miejscowość została założona jako miasto w 1326 roku kiedy lokował ją król polski Władysław I Łokietek, pozwalając wójtowi wsi Lipnica Murowana założyć gród na 100 łanach frankońskich na prawie średzkim. W przywileju przeznaczył wójtowi cztery łany, trzeci denar z gruntów, pozwolił mu wystawić jatki mięsne, rybne, szewskie, piekarskie, łaźnię i młyn, a także łowić ryby w sadzawkach. W zamian wójt był zobowiązany stawiać lokalny oddział na pospolite ruszenie (łac. „cum lancea et una spadone”). Osadnicy zostali uwolnieni na 13 lat od wszelkich poborów, danin i ciężarów, a od ceł w całym państwie na zawsze, jeżeli będą sprzedawali i przewozili własne wyroby.

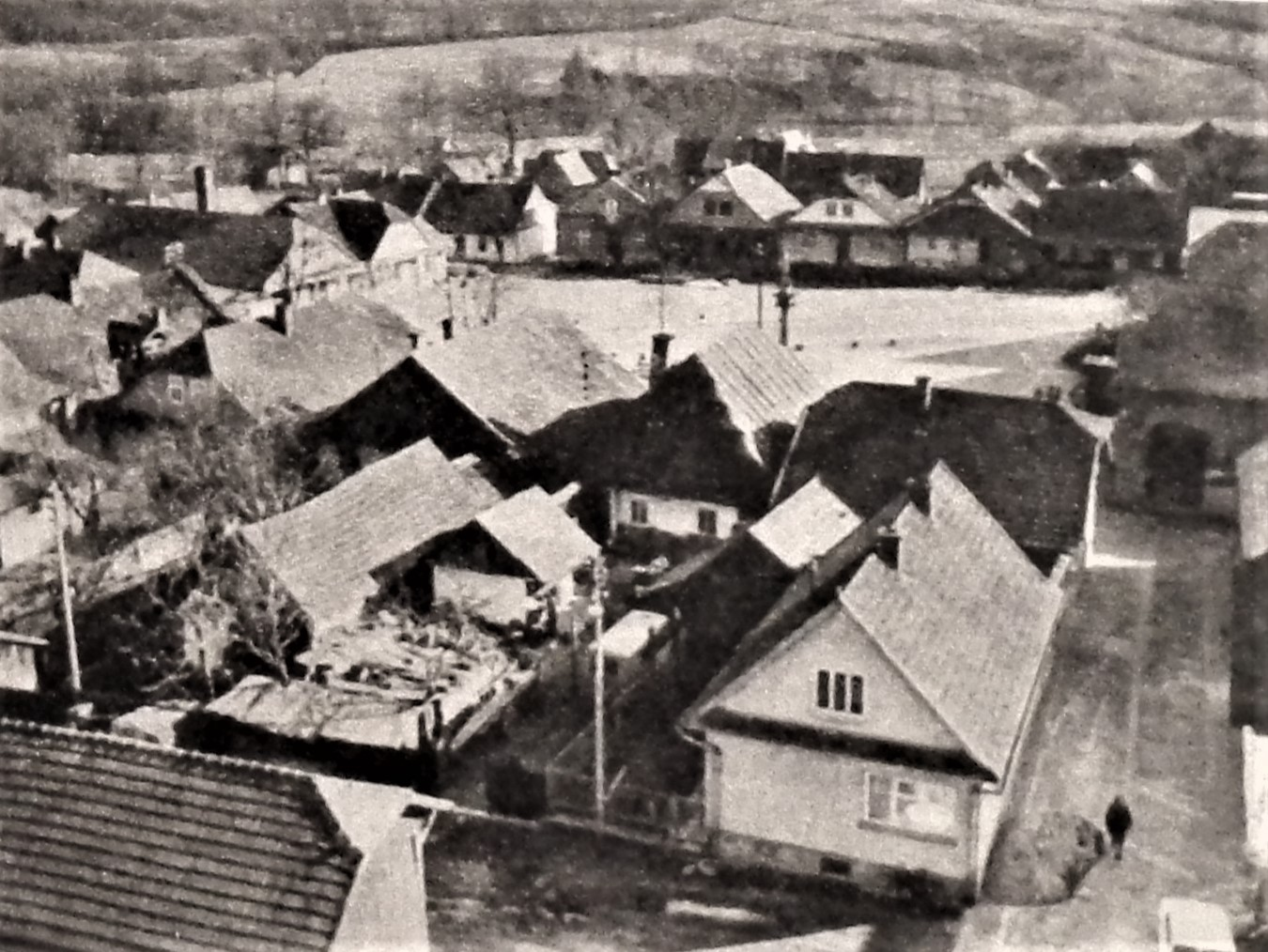
Widok z lotu ptaka około 1984

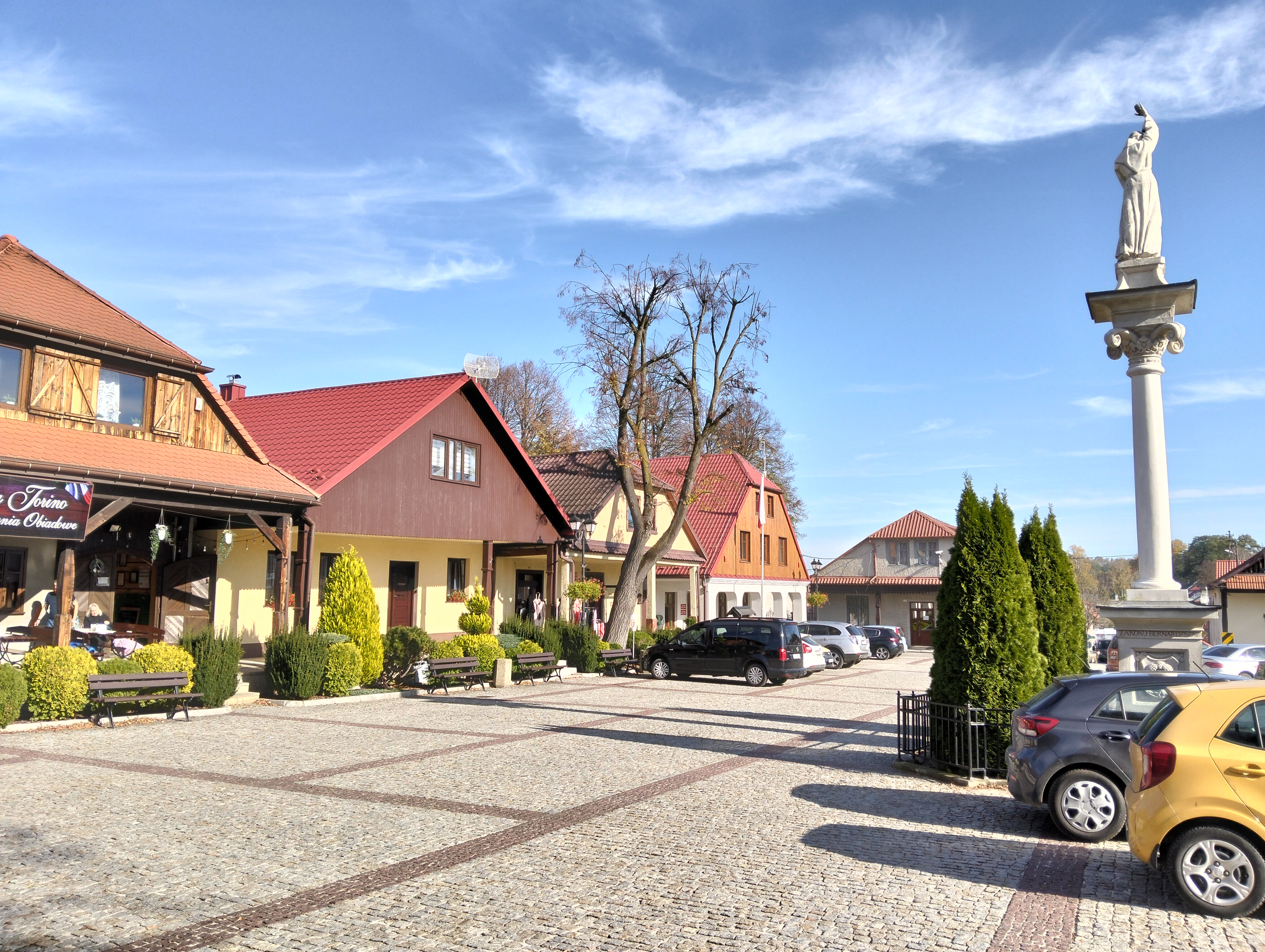
Rynek

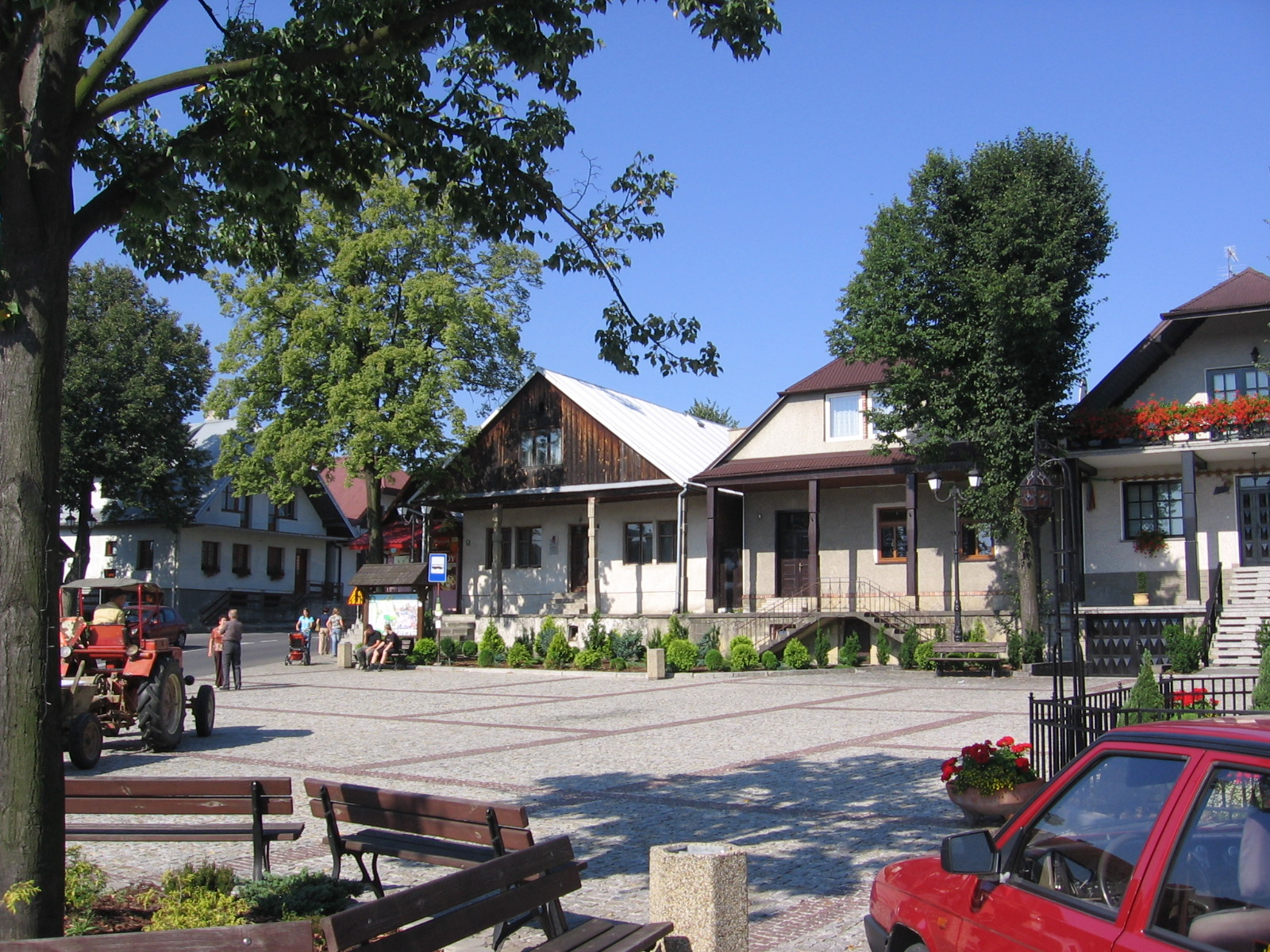
Zabudowa Rynku

Za panowania Kazimierza Wielkiego miejscowość otoczona została murami miejskimi. Według historyków prawo średzkie się nie utrzymało, a miasto podupadło, ponieważ w 1370 roku matka króla Ludwika Węgierskiego królowa regentka Elżbieta Łokietkówna wydała nowy dyplom, w którym zapisano, że „widząc biedny stan miasta Lipnica, nadaje mu prawo magdeburskie, uchylając wszelkie prawa polskie i zwyczaje powszechne”.
Najbardziej uciążliwą dla mieszkańców była podwoda, usługa komunikacyjna jaką według prawa polskiego mieszkańcy mieli świadczyć posłom królewskim. Lipniczanie obowiązani byli przewozić ich aż do Sącza, przez co przy złych drogach ponosili wielkie szkody. W 1440 roku uwolnił ich od tego król Władysław III, postanawiając, że mają dawać podwody tylko do najbliższego miasta, a podróżującemu do Węgier posłowi tylko do Czchowa.

### Okres od XV do XVII wieku
W r. 1475 mieszczanie skarżyli się królowi Kazimierzowi Jagiellończykowi, że celnicy nie szanują ich dyplomu otrzymanego od króla Władysława Łokietka; dlatego król ponowił ten zakaz pobierania jakichkolwiek ceł od towarów i rzeczy.
Miasto królewskie było ośrodkiem administracyjnym starostwa niegrodowego (obejmującego miejscowości: Lipnica Murowana, Królówka, Leszczyna i Rajbrot), w powiecie sądeckim województwa krakowskiego. Przez miasto, leżące nad Uszwicą, przechodził gościniec z Zakliczyna do gościńca z Bochni do Nowego Sącza.
Według średniowiecznego podania na miejscowym cmentarzu kaplicę św. Leonarda wzniósł św. Szymon z Lipnicy, zakonnik bernardynów, słynny filozof oraz misjonarz do krajów wschodnich, który zmarł w Krakowie 18 lipca 1482 roku.

### Wiek XVI
W roku 1500 miasto, które w większości było drewniane prawie całe spaliło się w pożarze. Z powodu pożogi król polski Zygmunt I Stary uwolnił mieszczan na lat 13 od szosu i poborów, z wyjątkiem zwykłego cła, od czopowego zaś na pół roku, po czym w r. 1521 mieszczanie otrzymali znowu uwolnienie od dostarczania podwód na dwa lata. Mimo to miasto nie podnosiło się. Lustratorzy z r. 1564 oświadczają, że mieszczanie nie płacą królowi żadnych ezynezów, płacą jedynie księdzu 5 marek na ołtarz, nie wiadomo na jakiem prawie. Wszelkie dochody z młynów i jatek pobierał wójt, któremu także po 12 groszy płacili garncarze, było ich w sumie 22.
Dawniej mieszkańcy dawali królowi co roku woła, 12 kop chleba i 6 achteli piwa, ale za sprawą wstawiennictwa wojewody krakowskiego Piotra Kmity Sobieńskiego ówczesnego właściciela Lipnicy Murowanej zwolnił ich z tego król Zygmunt August. Henryk III Walezy potwierdził dawne przywileje miasta w r. 1574, ustanowił targi w sobotę i trzy jarmarki: na Nawiedzenie Panny Maryi, na dzień św. Mateusza i dzień św. Jędrzeja. Król Stefan Batory, potwierdzając przywileje miasta założonego na stu łanach, z których wójt trzyma cztery a kościół dwa, nakazał, aby kopiący glinę na gruntach miejskich płacili do kasy miejskiej po 6 groszy, a pędzący gorzałkę po pół grzywny od kotła.

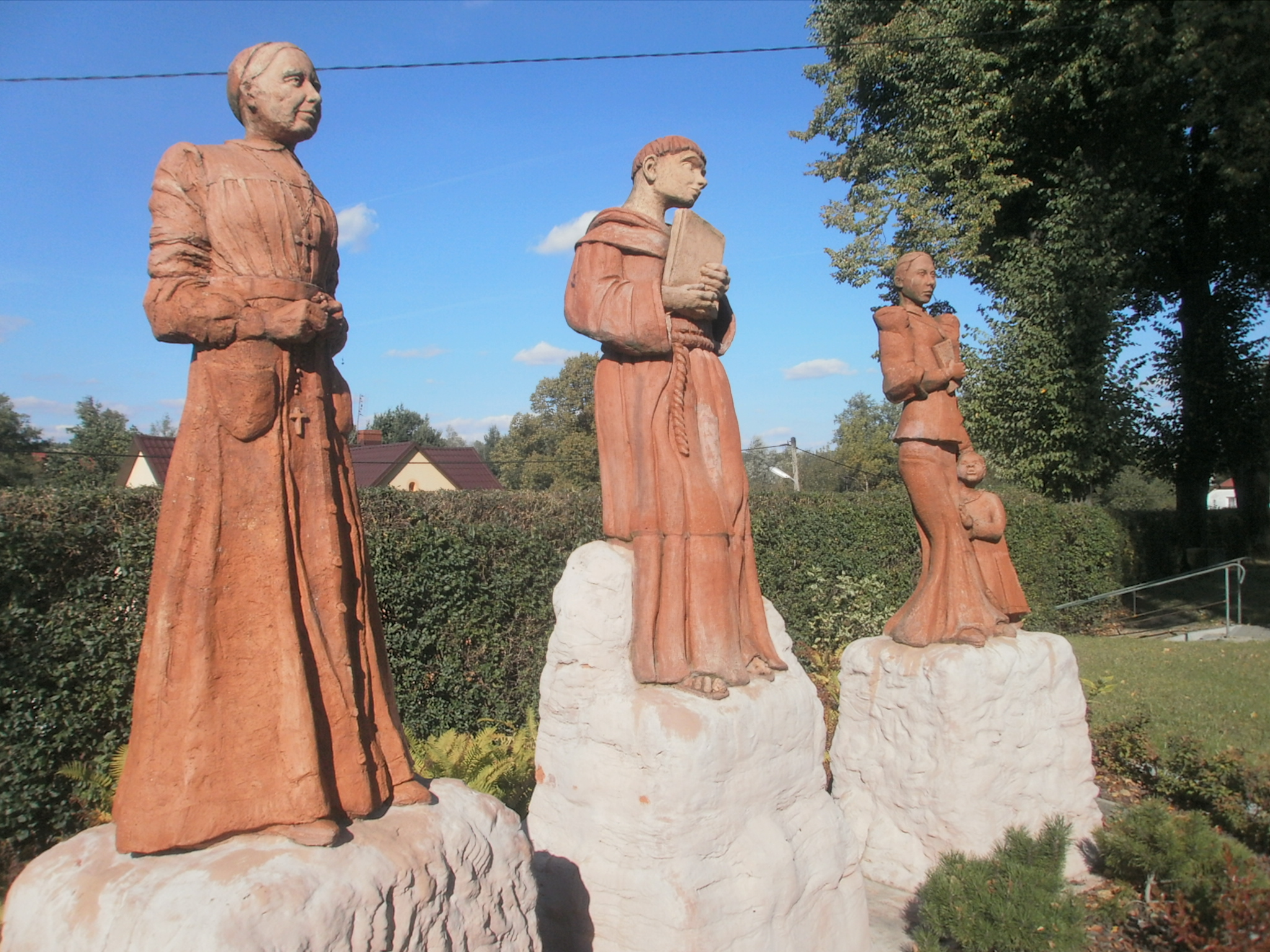
Święte Zgromadzenie, pomnik lipnickich świętych przy kościele św. Andrzeja Apostoła

Mieszczanie mają wybierać na Trzech Króli dwóch rajców.

### Wiek XVII–XVIII
W 1639 roku król Władysław IV Waza zezwolił na drugi tygodniowy targ odbywający się we środy. Lustratorzy królewscy w 1664 roku znaleźli w miejscowości 7 piekarzy, 3 rzeźników, 9 winnic gorzałczanych oraz 3 młyny. Ze względu na małą wielkość miasta mieszczanie lipniccy zwolnieni byli z obciążeń wojskowych i nie wyprawiali wozów na wojnę.
W sto lat później r. 1765 lustracja zastała tylko 4 piekarzy, 1 rzeźnika, ale za to 20 szewców i 20 gorzelników (!); hiberny płaciło miasto 206 zip. 12 gr. Ostatnim dzierżawcą starostwa był Fryderyk Józef Moszyński, płacił kwarty w r. 1772, 4790 złp. 4 gr. 12 den.
W mieście znajdowała się 3-klasowa szkoła ludowa, w której od 1797 roku uczył się sławny polski poeta i historyk Kazimierz Brodziński.

### Wiek XIX
Po rozbiorach Polski Lipnica Murowana znalazła się w zaborze austriackim. Starostwo lipnickie zajęli Austriacy, którzy od roku 1787 ogłosili wyprzedaż w 3-ch częściach. Wieś Rajbrot w roku 1811 kupił Dunikowski za zł. reńskich 48560, wieś Leszczynę w r. 1818 Ignacy Modelski za zł. reńskich 26227, resztę zaś posiadłości w r. 1834 Kazimierz Janota-Bzowski za 31250 zł. reńskich.
Ostatnim starostą lipnickim był hrabia Moszyński (zm. 1805). Pod koniec 1834 r. Kazimierz Janota-Bzowski kupił (za 31 250 zł) majątek w Lipnicy Dolnej, Lipnicy Górnej, Lipnicy Murowanej oraz folwark w Królówce. Po nim przejął majątek syn Izydor, a po jego śmierci w 1872 roku kupił go Kazimierz Lgocki. Od niego majątek kupił Antoni August Ledóchowski, a po jego śmierci w 1885 roku właścicielką była jego żona Józefina. Po I wojnie światowej majątek przejęła córka Franciszka. Do 1935 roku administrowała nim z mężem Mieczysławem Ledóchowskim, a potem samodzielnie do wybuchu II wojny światowej.   
Miejscowa parafia rzymskokatolicka podlegała w XIX wieku diecezji tarnowskiej, dekanatu brzeskiego. Kościół murowany nieznanej fundacji został po zupełnym spaleniu został 24 czerwca 1824 r. odrestaurowany.
Austriacki spis statystyczny z 1872 roku wykazał, że Lipnica Murowana miała wówczas czynnego majątku 2004 zł. Ludność była uboga i trudniła się przeważnie garbarstwem oraz garncarstwem. Kasa pożyczkowa gminna miała 2891 zł. w. a. kapitału. Nieurodzajność gleby, przeważnie czerwonej garncarskiej gliny oraz niedostępność przestrzeni były powodem, że mimo nadań królewskich miasto nie rozwinęło się na większą skalę i mimo nazwy Lipnicy Murowanej, niczym się odróżniało od dwóch sąsiednich wsi, pozostając małym, drewnianym miasteczkiem. Do końca XIX wieku jedynym murowanym domem był dawny dworzec starościński, zwany pańskim domem.
Pod koniec XIX wieku miasto zajmowało przestrzeń 676 mórg i 880 sążni kwadratowych. Według spisu ludności z 1872 roku w miejscowości mieszkało 972 mieszkańców, z których prawie wszyscy byli katolikami z wyjątkiem kilku Żydów. Cała parafia obejmująca sąsiednie wsie Lipnicę Dolną, Lipnica Górną i Borównę, z ogólną ludnością w liczbie 3649 była wyznania rzymskokatolickiego oraz liczyła 185 izraelitów.

### Wiek XX
W czasie I wojny światowej w miejscowości miały miejsce walki austriacko-rosyjskie. 11 listopada 1914 roku Lipnicę Murowaną, Rajbrot i okoliczne tereny zajęli Rosjanie przygotowując się do ataku na fortyfikacje Krakowa. Z tego okresu zachował się cmentarz wojenny nr 299 z grobami 63 żołnierzy, na którym pochowani zostali również polscy legioniści .
W 1934 r. Lipnica Murowana utraciła prawa miejskie.
W czasie II wojny światowej w Lipnicy Murowanej działał 12 Pułk Piechoty regionalny oddział Armii Krajowej. Przeprowadził on 26 lipca 1944 roku Akcję Wiśnicz – atak na niemieckie więzienie, która była jedną z największych akcji uwolnienia więźniów przez polskie podziemie przeprowadzonej w czasie niemieckiej okupacji Polski  .
29 października 1944 roku Niemcy przeprowadzili pacyfikację wsi wraz z pacyfikacjami okolicznych miejscowości – Lipnicy Dolnej oraz Lipnicy Górnej. Wzięło w niej udział wojsko, policja oraz kolaborujące z niemieckim okupantem jednostki „własowców”.
W latach 1954–1972 wieś należała i była siedzibą władz gromady Lipnica Murowana. W latach 1975–1998 miejscowość położona była w województwie tarnowskim.

## Czasy teraźniejsze
Dzisiejsza Lipnica Murowana stanowi przykład zabudowy średniowiecznej osady miejskiej o charakterze targowym, zbudowanej w układzie owalnicowym wokół dość dużego (60 na 55 m) rynku. Pary ulic wychodzące z rogów rynku łączą się z ulicami obwodowymi. Parterowe domy podcieniowe w pierzejach rynku, zwrócone szczytami ku środkowi placu, zbudowano w XVIII wieku, w czasach, gdy miejscowość utraciła już swoje znaczenie. Są to głównie domy drewniane o konstrukcji zrębowej, nakryte dachami naczółkowymi, tylko niektóre częściowo murowane. Większość podcieni wspiera się na skromnie ozdobionych, drewnianych słupach. W 2003 roku kościół św. Leonarda został wpisany na listę światowego dziedzictwa UNESCO. Miejscowość znajduje się na małopolskim Szlaku Architektury Drewnianej.

## Zabytki
Obiekty wpisane do rejestru zabytków nieruchomych województwa małopolskiego.
- zespół staromiejski – zabudowa dawnego miasta, w tym Rynku charakterystycznymi z drewnianymi domami podcieniowymi (patrz wyżej), oraz szczątkami murów obronnych, od których wzięła się nazwa miasta. W obrębie zespołu wyszczególniono następujące zabytki:
  - kościół parafialny pw. św. Andrzeja Apostoła – gotycki z XIV wieku;
  - kościół pw. św. Szymona z Lipnicy – barokowy z XVII wieku;
  - Dom Starościński – kamienny z przełomu XVII/XVIII wieku, Rynek 3 (daw. 1);
  - dom drewniany – z przełomu XVIII/XIX wieku, Rynek 22;
  - Dawna szkoła trywialna – obecnie siedziba Izby Regionalnej, Rynek 30;

### Inne
- Kościół cmentarny św. Leonarda z XV w., ze średniowieczną polichromią. Jeden z drewnianych kościołów w Małopolsce wpisanych na listę światowego dziedzictwa UNESCO[15] (położony tuż za granicą miasta, w Lipnicy Dolnej[17]).
- Cmentarz wojenny nr 299 – Lipnica Murowana – cmentarz z I wojny światowej.

## Przyroda i turystyka
Miejscowość leży na terenie Wiśnicko-Lipnickiego Parku Krajobrazowego. Położona jest malowniczo wśród zalesionych wzgórz Pogórza Wiśnickiego. Najwyższe z nich to Szpilówka (516 m n.p.m.). Do atrakcji przyrodniczych i turystycznych należą:
- pomnik przyrody Kamienie Brodzińskiego pod jednym z wierzchołków Paprotnej, będący jedną z większych atrakcji turystycznych tej gminy położony na pograniczu miejscowości Lipnica Górna i Rajbrot,
- ścieżka spacerowo-przyrodnicza „Kamienie Brodzińskiego” prowadząca od drogi nr 966 do grupy ostańców skalnych na Paprotnej,
- przez miejscowość przebiega niebieski  szlak turystyczny prowadzący szczytami Beskidu Wyspowego i Pogórza Wiśnickiego z Tymbarku do Bochni.

Miejscowość posiada mobilny przewodnik turystyczny, dostępny w 5 językach, w którym opisano 6 wybranych obiektów, w tym najważniejsze zabytki w gminie. Informator jest w formie mobilnej strony internetowej dostępnej pod adresem www.lipnica.mobi. Przy obiektach znajdują się tabliczki z QR kodami, które po zeskanowaniu przez telefon lub smartfon odsyłają do opisu danego obiektu.

## Konkurs Palm Wielkanocnych
Lipnica Murowana słynie z konkursu Lipnickich Palm i Rękodzieła Artystycznego na palmę wielkanocną, organizowanego od 1958 roku. Najwyższe palmy prezentowane w konkursie osiągały już ponad 30 metrów wysokości, a za najbardziej rekordowe uznawane były te wykonane przez Zbigniewa Urbańskiego o wysokościach 33,45 metra (2009 r.), 35,10 metra (2010 r.) i 36,04 metra (2011 r.). Następny rekord został ustanowiony w 2019 r. przez Andrzeja Goryla osiągając wysokość 37,78 metra.
Każda Palma Wielkanocna zgłoszona na Konkurs, w każdej z kilku kategorii, powinna być wykonana z naturalnych surowców (użycie metalowych czy plastikowych elementów ją dyskwalifikuje). Każda palma, nawet te najwyższe, muszą zostać postawione pionowo siłą ludzkich mięśni – z wykorzystaniem jedynie lin oraz stabilizujących tyczek, bez użycia dźwigów lub podnośników. Złamanie się palmy podczas stawiania dyskwalifikuje ją z udziału.

## Urszulanki w Lipnicy
W Lipnicy Murowanej znajduje się ostatnia założona przez św. Urszulę Ledóchowską placówka sióstr Urszulanek SJK. Pierwsze siostry rozpoczęły w niej pracę w 1939 r., już po śmierci założycielki zgromadzenia. Obecnie siostry prowadzą m.in. ogólnodostępny Dom Pielgrzyma.

## Osoby związane z miejscowością
- Szymon z Lipnicy – kapłan z zakonu oo. Bernardynów, urodzony w Lipnicy. Lipnicki święty.
- Kazimierz Brodziński – poeta epoki sentymentalizmu, uczęszczał do szkoły trywialnej i tworzył w Lipnicy.
- Urszula Ledóchowska – założycielka Urszulanek Serca Jezusa Konającego, mieszkająca w Lipnicy. Lipnicka święta[10].
- Maria Ledóchowska – założycielka Zgromadzenia Sióstr Misjonarek św. Piotra Klawera (klawerianki mieszkająca w Lipnicy). Lipnicka błogosławiona[10].
- Zbigniew Kras – ksiądz proboszcz parafii św. Andrzeja Apostoła w Lipnicy Murowanej w latach 1999–2015. Od 2015 kapelan Prezydenta RP Andrzeja Dudy.
- Stanisław Salaterski – biskup pomocniczy tarnowski.